# Shift 2: Unleashed
Need For Speed: Shift 2 Unleashed (també conegut com a Shift 2) és un videojoc de curses llançat en el mes de març de 2011, ha estat desenvolupat per l'estudi Slightly Mad i publicat per Electronic Arts. Need for Speed: Shift 2 és la seqüela de Need for Speed: Shift, que va sortir a la venda en l'any 2009 i augmenta la jugabilitat i les característiques introduïdes amb l'original. El joc disposa de 145 vehicles de 37 fabricants i 36 pistes diferents, els jugadors poden competir en diversos tipus de curses. Els jugadors també poden de competir a internet, a través del sistema Autolog. El joc també disposa de tres noves maneres de joc, així com la possibilitat de fer curses nocturnes i el sistema Autolog, introduït inicialment a Need for Speed: Hot Pursuit.